# جائزة كينيث هاروود للأطروحات الأكاديمية المتميزة
جائزة كينيث هاروود للأطروحات الأكاديمية المتميزة هي جائزة أكاديمية يتم منحها كل عام من قِبل جمعية التعليم الإعلامي (Broadcast Education Association) لأفضل أطروحة دكتوراه في مجال البث الإذاعي والتلفزيوني ووسائل الإعلام الإلكترونية. وتأسست الجائزة بواسطة كينيث هاروود، الأستاذ في جامعة هيوستن والرئيس السابق لجمعية التعليم الإعلامي. وتقدم الجائزة 1000 دولار أمريكي لأطروحة الدكتوراه المتميزة في مجال البث الإذاعي والتلفزيوني ووسائل الإعلام الإلكترونية. وتأسست الجائزة من خلال الهدايا التي قدمها البروفيسور هاروود وتبرع من صديق لجمعية التعليم الإعلامي.

## الفائزون بجائزة كينيث هاروود للأطروحات الأكاديمية المتميزة
| العام | الاسم | المؤلف                  | الجامعة                        | المصدر        |
| 2013  | "First year students in a foreign fabric: A triangulation study on Facebook as a method of coping/adjustment." (طلاب السنة الأولى في إطار بنية أجنبية: دراسة تثليثية حول موقع فيسبوك كوسيلة للتآلف/التوافق). | شين تيلتون              | جامعة أوهايو                   | [ 2 ]         |
| 2012  | "The Impact of Federal Communications Commission Practices on Communication Policy Making 2001-2004: An Investigation of the Policy Shift From Public Service Idealism to Market Forces Pragmatism" (تأثير الممارسات التفويضية للاتصالات الفيدرالية على وضع سياسات الاتصالات 2001-2004: دراسة بحثية لتحول السياسات من مثالية الخدمة العامة إلى براجماتية قوى السوق) | بيت سي فراتكين          | جامعة يوتا                     | [ 3 ]         |
| 2011  | "Viral Viewers: Examining Parasocial Interaction on Local TV News Web Sites" (المشاهدون الفاعلون: بحث التفاعل شبه الاجتماعي على مواقع الويب الخاصة بالأخبار التلفزيونية المحلية) | جوي شافيز ماباي         | جامعة ألاسكا                   | [ 4 ] [ 5 ]   |
| 2010  | "Rescuing Men: The New Television Masculinity in 'Rescue Me,' 'Nip/Tuck,' 'The Shield,' 'Boston Legal' and 'Dexter." (إنقاذ الرجال: حلقات تلفزيونية جديدة عن الذكورة تتمثل في "أنقذني" و"القرصة/الثنية" و"الدرع" و"القانون في بوستون" و"دكستر" ) | باميلا هيل نتلتون       | جامعة ماركيت                   | [ 6 ] [ 7 ]   |
| 2009  | "The Sounds of 'Radio': A Cultural History of Radio's Aesthetic Definition as a Broadcast Medium for Aural Communications in 1920s America." (أصوات الراديو: تاريخ ثقافي للتعريف الجمالي للراديو كوسيلة بث إذاعية للاتصالات السمعية الحادثة في عشرينيات القرن الماضي في أمريكا)                                                                                     | شون فانكور              | جامعة ويسكونسن                 | [ 8 ]         |
| 2008  | "Department Stores and the Origins of American Broadcasting, 1910–1931" (المتاجر وأصول البث الإذاعي الأمريكي، 1910-1931) | رونالد جي (نواه) أرسينو | جامعة جورجيا                   | [ 9 ]         |
| 2007  | "Children's cognitive processing of internet advertising" (الإعداد المعرفي للأطفال فيما يتعلق بالدعاية عبر الإنترنت) | ماري ماكلراث            | جامعة كاليفورنيا، سانتا باربرا | [ 10 ] [ 11 ] |
| 2006  | "How Violence and Frustration in Video Games Affect Aggression" (كيف يؤثر العنف والإحباط في ألعاب الفيديو على الشعور العدواني) | كيفين دي ويليامز        | جامعة جورجيا                   | [ 12 ]        |
| 2004  | "Radio, community and identity in South Africa: A rhizomatic study of Bush Radio in Cape Town" (الراديو والمجتمع والهوية في جنوب إفريقيا: دراسة جذرية حول راديو بوش في كيب تاون) | تانجا إستيلا بوش        | جامعة أوهايو                   | [ 13 ]        |
| 2003  | "Localism, Community, and Commercial Television, 1948-1960: A Value Analysis." (النزعة المحلية والمجتمع والتلفزيون التجاري، 1984-1960: تحليل قيمة) | جون أرمسترونغ           | جامعة كاليفورنيا في بيركلي     | [ 14 ]        |
| 2002  | "Radio’s Development in Rural America." (تطور الراديو في أمريكا الريفية) | جاكوب جيه بودبير        | جامعة أوهايو                   | [ 15 ]        |
| 2001  | "The Role of Motivation in Policy Considerations Addressing Television Violence" (دور الدافع في الاعتبارات المتعلقة بالسياسات التي تتناول العنف التلفزيوني) | بول هاريداكيس           | جامعة ولاية كنت                | [ 16 ]        |
| 2000  | "Interactivity and the 'Cyber-Fan': An Exploration of Audience Involvement Within the Electronic Fan Culture of the Internet." (التفاعل و"سايبر-فان": دراسة مدى مشاركة الجمهور في ثقافة المعجبين الإلكترونيين بالإنترنت) | فيك كوستيلو             | جامعة تينيسي                   | [ 17 ] [ 18 ] |
| 1999  | "Controlling Technology: Internet Service Providers and Copyright Liability." (تكنولوجيا التحكم: مزودي خدمة الإنترنت ومسؤولية حقوق الطبع والنشر) | مات جاكسون              | جامعة إنديانا                  | [ 19 ]        |
| 1997  | "Information and Markets and the Market for Information: An Analysis of the Market for Television Audiences" (المعلومات والأسواق وسوق المعلومات: تحليل لسوق جماهير التلفزيون) | باتريشيا إف فالن        | جامعة نورث وسترن               | [ 20 ]        |
| 1996  | "Broadcast Law and Segregation: A Social History of the WLBT-TV Case" (قانون البث والفصل: تاريخ اجتماعي لحالة محطة تلفزيون WLBT-TV) | ستيفن دي كلاسين         | جامعة ويسكونسن                 | [ 21 ]        |
| 1994  | "The paradox of public: The public and the public interest in communication technology regulation in the United States, 1934 - 1988." (مفارقة الجمهور: الجمهور واهتمامه بلوائح تكونولوجيا الاتصالات في الولايات المتحدة، 1934 - 1988) | مايكل إدوارد لينيرت     | جامعة تكساس                    | [ 22 ]        |